# Helwiusz Cynna
Gajusz Helwiusz Cynna (łac. Gaius Helvius Cinna; I wiek p.n.e.) – poeta rzymski pochodzący z Galii Przedalpejskiej. 
Jeden z najwybitniejszych neoteryków, przyjaciel Katullusa.
Napisał epyllion Smyrna, epigramy, wiersze miłosne. Z epyllionu Smyrna, nad którym pracował dziewięć lat, zachowały się trzy oderwane wersy. Z pozostałej twórczości zachowały się równie szczupłe resztki.